# レ・ミゼラブル 少女コゼット 永遠のリング
『レ・ミゼラブル 少女コゼット 永遠のリング』（レ・ミゼラブル しょうじょコゼット えいえんのリング）は、テレビアニメ『レ・ミゼラブル 少女コゼット』のキャラクターソングアルバム。2007年7月11日にインデックス ミュージックから発売された。

## 概要
- コゼットの持ち歌に加え、ファンティーヌとコゼットによるデュエットと「風の向こう」のTVサイズが収録されている。
- CDジャケットには、コゼットがプリントされている。
- ボーナストラックには、モノローグとBGMが収録されている。

## 収録曲
1. 風の向こう（TVサイズ） [1:30]
歌：斉藤由貴
作詞：斉藤由貴、作曲：いしいめぐみ、編曲：澤近泰輔
オープニングテーマ
2. 夢で会おうね [2:35]
歌：コゼット（名塚佳織）
作詞・作曲・編曲：いしいめぐみ
3. ma maman（私のお母さん） 〜コゼットVer.〜 [3:53]
歌：コゼット（名塚佳織）
作詞：斉藤由貴、作曲・編曲：澤近泰輔
4. 私にできること [3:28]
歌：コゼット（名塚佳織）
作詞・作曲：いしいめぐみ、編曲：D'iLL
第44話挿入歌
5. 永遠のリング [4:17]
歌：コゼット（名塚佳織）
作詞：斉藤恵、作曲：安部純、編曲：小倉健二
6. 夢で会おうね 〜Memoire〜 [2:35]
歌：ファンティーヌ（萩原えみこ）、コゼット（松元環季）
作詞・作曲・編曲：いしいめぐみ
7. ma maman（私のお母さん）（TVサイズ）[1:30]
歌：斉藤由貴
作詞：斉藤由貴、作曲・編曲：澤近泰輔
8. モノローグ [1:28]
9. 夢で会おうね 〜Muisic Box〜 [1:12]
作曲・編曲：いしいめぐみ